# Бромат меди(II)
Бромат меди(II) — неорганическое соединение, 
соль металла меди и бромноватой кислоты с формулой Cu(BrO3)2,
зелёные кристаллы,
растворяется в воде,
образует кристаллогидрат — сине-зелёные кристаллы.

## Получение
- Растворение основного карбонат меди(II) в бромноватой кислоте:

{\displaystyle {\mathsf {Cu_{3}(OH)_{2}(CO_{3})_{2}+6HBrO_{3}\ {\xrightarrow {}}\ 3Cu(BrO_{3})_{2}+2CO_{2}+4H_{2}O}}}

## Физические свойства
Бромат меди(II) образует зелёные кристаллы.
Из водных растворов выделяется кристаллогидрат состава Cu(BrO3)2•6H2O — сине-зелёные кристаллы.

## Химические свойства
- Кристаллогидрат теряет воду при нагревании:

{\displaystyle {\mathsf {Cu(BrO_{3})_{2}\cdot 6H_{2}O\ {\xrightarrow {200^{o}C}}\ Cu(BrO_{3})_{2}+6H_{2}O}}}